# Sveriges ambassad i Kabul
Sveriges ambassad i Kabul var Sveriges diplomatiska beskickning i Afghanistan, belägen i landets huvudstad Kabul. Beskickningen bestod av en ambassad, ett antal svenskar utsända av Utrikesdepartementet (UD) och lokalanställda. Ambassadens verksamhet var från 15 augusti 2021 förlagd till Stockholm. Ambassadör var från 2023 Johan Ndisi.
Den 15 augusti 2021 beslutade Utrikesdepartementet att evakuera samtliga av ambassadens svenska personal efter att talibanerna tagit över Kabul och störtat den sittande regeringen i Afghanistan. Ambassaden kommer att hållas permanent stängt, men verksamheten kommer att fortsätta bedrivas från Stockholm.
Sveriges ambassad i Kabul upphörde den 31 augusti 2024, det konsulära ansvaret för Afghanistan är nu åter flyttat till Sveriges ambassad i Islamabad, Pakistan. 

## Historia
Sveriges diplomatiska förbindelser med Afghanistan hade tidigare sköts av ambassaden i Islamabad, som då bestod av en ambassadör, två ambassadråd (konsulär/admin, ekonomi), en andrasekreterare (pol), en förstasekreterare (migration) och en tredjesekreterare. Ambassadens biståndsavdelning fanns då i Kabul, med en förstasekreterare (pol) samt ett ambassadråd och två förstasekreterare med utvecklingsfrågor. Fram till maj 2002, då Peter Tejler ackrediterades som ambassadör, hade man inte haft någon sedan Kaj Sundberg 1979.
Regeringen beslutade den 12 december 2007 att en ambassad skulle upprättas i Afghanistans huvudstad Kabul. Tidigare hade Sverige ett Sida-administrerat sektionskontor i Kabul som lydde under ambassaden i Pakistan. Ambassaden invigdes den 30 oktober 2008 av utrikesminister Carl Bildt.
Motiveringen till uppgraderingen till ambassad var att Sverige med en ambassadör på plats "bättre kan följa den politiska utvecklingen i Afghanistan, aktivt delta i det internationella samarbetet lokalt och få bättre tillträde till myndigheterna i Kabul".

## Beskickningschefer
| Namn                   | Period    | Funktion   | Anmärkning                                    |
| ---------------------- | --------- | ---------- | --------------------------------------------- |
| Rolf R:son Sohlman     | 1948–1960 | Envoyé     | Sidoackrediterad från ambassaden i Moskva.    |
| Dick Hichens-Bergström | 1960–1963 | Ambassadör | Sidoackrediterad från ambassaden i Teheran.   |
| Eyvind Bratt           | 1964–1967 | Ambassadör | Sidoackrediterad från ambassaden i Teheran.   |
| Nils-Eric Ekblad       | 1967–1970 | Ambassadör | Sidoackrediterad från ambassaden i Teheran.   |
| Gustaf Bonde           | 1970–1973 | Ambassadör | Sidoackrediterad från ambassaden i Teheran.   |
| Bengt Odhner           | 1973–1978 | Ambassadör | Sidoackrediterad från ambassaden i Teheran.   |
| Kaj Sundberg           | 1978–1979 | Ambassadör | Sidoackrediterad från ambassaden i Teheran.   |
| Ingen ambassadör       | 1979–2002 | -          | -                                             |
| Peter Tejler           | 2002–2003 | Ambassadör | Sidoackrediterad från ambassaden i Islamabad. |
| Ann Wilkens            | 2003–2007 | Ambassadör | Sidoackrediterad från ambassaden i Islamabad. |
| Anna Karin Eneström    | 2007–2008 | Ambassadör | Sidoackrediterad från ambassaden i Islamabad. |
| Svante Kilander        | 2008–2010 | Ambassadör |                                               |
| Torbjörn Pettersson    | 2010–2012 | Ambassadör |                                               |
| Peter Semneby          | 2012–2015 | Ambassadör |                                               |
| Anders Sjöberg         | 2015–2017 | Ambassadör |                                               |
| Tobias Thyberg         | 2017–2019 | Ambassadör |                                               |
| Caroline Vicini        | 2019–2020 | Ambassadör |                                               |
| Torkel Stiernlöf       | 2020–2022 | Ambassadör |                                               |
| Jörgen Lindström       | 2022–2023 | Ambassadör | Baserad i Stockholm.                          |
| Johan Ndisi            | 2023–2024 | Ambassadör | Baserad i Stockholm.                          |